# Cyrtopogon gobiensis
Cyrtopogon gobiensis är en tvåvingeart som beskrevs av Pavel Lehr 1998. Cyrtopogon gobiensis ingår i släktet Cyrtopogon och familjen rovflugor. Inga underarter finns listade i Catalogue of Life.